# إميلي وايلدر ليفيت
إميلي وايلدر ليفيت (بالإنجليزية: Emily Wilder Leavitt)‏ هي نَسَّابَة ومؤرخة أمريكية، ولدت في 1836، وتوفيت في 1921.